# Touch My Body (머라이어 캐리의 노래)
"Touch My Body"는 머라이어 캐리의 앨범 E=MC2의 첫 싱글로 2008년 4월 12일에 빌보드 차트에서 1위를 하여, 머라이어 캐리의 18번째 1위곡이다.